# فون داتش
فون دوتش (Von Duch) هي علامة تجارية امريكية للأزياء تتواجد في معظم مناطق العالم، وسميت تيمناً بالفنان الأمريكي الراحل كيني هوارد والمعروف ايضاً بلقب «فون داتش» أو فون الهولندي، وباعت ابنتاه اسم فون داتش بعد وفاته على مايكل كاسيل وروبرت فون، وساهم المصمم الفرنسي كريستيان اوديجير في الترويج للعلامة التجارية في اوائل العقد الأول من القرن الحادي والعشرين، وبيعت مرة أخرى لمجموعة روير في عام (2009)عبر إحدى شركاتهم الفرعية.
وذاع صيت العلامة التجارية في الولايات المتحدة حتى جذبت المشاهير، امثال  باريس هيلتون وويتني هيوستن ومادونا  وبريتني سبيرز وجوستين تيمبرليك  وجاي زي ولانس بيدرسن  وبرنابي سوسا  وأشتون كوتشر وإريك تشيرش.

## تاريخ

### كيني هوارد
وكان كيني هوارد ميكانيكي ومُزين للدراجات النارية الأمريكية، وصانع للمعادن والسكاكين والأسلحة، وأُلهموا بنات هوارد لإنشاء علامة تجارية بعد وفاته وقررا استعارة اسمه الفني فون داتش، ومفردة داتش كان اسماً مستعاراً لعائلة هوارد وسبب التسمية لانه كان «عنيداً كالهولندي» وأُضيف اسم فون كعلامة تمييز مسجلة، وهكذا اتى الاسم فون داتش.
وإلى جانب كونه فنان ولهوف بالسيارات والدراجات النارية، عمِل هوارد كمستشار للأفلام المصورة وتحديدا في مجال المؤثرات البصرية، وابرز أعماله كانت في عام (1955) موتوراما 1955، واستطاع تشريع سيارة ستوديبيكر لعشرة أيام وتلقى على اثرها شهرة محلية في مجلات كار كرافت 1956، ويُعرف هوارد اليوم بمُبتدِع التشريع.
وعُرف هوارد بعدم الاهتمام لحقوق أعماله، ورفض حقوق الحفظ والنشر وبراءات الاختراع ويعتبر مسيرتة «رحلة الأنا» (لإثبات النفس امام الجميع)، باع اسم فون داتش لرفيقة ستيف كافكا مقابل 5000 دولار، وتوفي هوارد عام (1992) إثر فشل كبدي بسبب ادمان الكحوليات.

### نشأة الشركة
وما ان اشترى جامع الأعمال الفنية اد بوسويل حقوق فون داتش في التسعينات استهل بيع منتجات فون داتش في المعارض الفنية في لوس انجلوس، والتقى اد بتاجر المخدرات السابق مايكل كاسيل وراكب الأمواج بوبي فون في معرض تجاري وقررا العمل في المشروع معاً وتصنيع منتجات مثل البناطيل وازياء العمل الرسمية، اشترى كاسيل وبوبي فون حصة بوسويل بعد طول انتظار، واتفقوا مع رجل الأعمال توني سورنسن كرئيس تنفيذي ومستثمر ايضاً، وعيَن سورنسن كريستيان اوديجير كمصمم للعلامة التجارية وبالفعل صمم اوديجير قبعة سائق الشاحنة المستوحاة من التراث الأمريكي مثل قبعة الدراجات النارية لمارلون براندو في فلم (The Wild One).

### سنوات النجاح
وسنوات العقد الأول من القرن الواحد والعشرين كانت ذروة مبيعات الشركة، حيث شوهد الكثير من المشاهير مرتديين فون داتش بحللها المتنوعة من السترات والقمصان، بالأخص قبعة سائقي الشاحنات، وادَى الفنانين بريتني سبيرز وجوستين تيمبرليك دوراً هاماً في ارتفاع اسهم فون داتش، والتقى المصمم كريستيان اوديجير مع سبيرز في شوارع لوس انجلوس عام (2002)، واقنعها بارتداء المنتج وبالفعل ارتدته، واعلنا سبيرز وتيمبرليك انفصالهما بعد ثلاث اسابيع، وصادف ظهورهما في مجلة «الناس» وكانا يرتديان قبعة سائق الشاحنة الشهيرة من فون داتش مما ساهم في ارتفاع مبيعاتها.
ورصدت الكاميرات مشاهير مرتديين قبعة سائق الشاحنة ذات المئة دولار، ومن ضمنهم باريس هيلتون وليندسي لوهان وأشتون كوتشر وبيونسيه، وبالنسبة لأشتون كوتشر فقد ارتدى منتجات فون داتش باستمرار في عام (2000)، ولاسيَما في حلقات البرنامج (Punk'd)، وحققت الشركة ذروة مبيعاتها عام (2003) بمبيعات تجاوزت 33 مليون دولار.

### انتكاسات خلف الاضواء
فصل سورنسن شريكة بوبي بطريقة ما واصبح المالك الوحيد للشركة في عام (2002) وهمَش كاسيل كمصمم تعزيزاً لمصممه اوديجير، ومعاداة بوبي وكاسيل لسورنسن انتقلت إلى العلن وعرف الجميع نزاعهما، ووصل الحال إلى ان كاسيل استأجر حفيد «سيد المخدرات» بابلو اسكوبار لتهديد سورنسن وبيع حصته مقابل 500 الف دولار ورفض سورنسن ذلك، بوبي يهدد كاسيل ليبيع اسهمه في الشركة، واتهمه بالاتصال بالشرطة حين رفض.
وقُبض على بوبي بتهمة القتل من الدرجة الأولى بعد ان أطلق النار على صديق طفولته مارك ريفاس وارداه قتيلاً، ويدَعي بوبي ان مارك هاجمه بزجاجة مكسورة، وصدر بحكمه براءة عام (2006).

### انخفاض المبيعات
عانت الشركة من هبوط في المبيعات في اواخر عام (2000) بسبب مشاكل مثل التشبع والتزوير، واستياء بوسويل المبرر من بوبي وكاسيل بسبب شرائهما حصته من الشركة ادى إلى تسريبه رسالة إلى الصحافة كتبها هوارد عام (1992) تُدين الفنان الراحل بعدد من الملاحظات العنصرية ومعادية للسامية وإعجابه بالنازيين الالمان، وعلى الرغم من ان بوسويل ليس له علاقة في الشركة إلى ان الرسالة كانت القشة التي قصمت ظهر البعير وهبطت مبيعات الشركة هبوطاً حاداً وقلت شعبية الشركة، واطلقت صحافة الازياء عام (2004) لقب "Von Douche" كسخرية من فون داتش وأثر الاسم سلباً على الشركة ومبيعاتها، وغادر اوديجير الشركة عام (2007)، وباع سورنسن العلامة التجارية على «مجموعة روير الفرنسية».

### عودة المبيعات
ونهضت اسهم الشركة في عام (2016)عندما ارتدت الفنانة كايلي جينر قبعة سائق الشاحنة الشهيرة وسترة من فون داتش، وعينت الشركة اد غولدمان كمدير عام للمؤسسة وادى ذلك لإنشاء روابط قوية مع مجتمع الهيب هوب في لوس انجلوس عام (2019)، وشوهد ترافيس سكوت وميغان ثاي ستاليون وسويتي يرتدون العلامة التجارية على صفحاتهم الرسمية في منصة انستغرام، وتعاونت الشركة مع الفنان يونج ثان لإشهار منتجهم، وايضاَ مشاهير مواقع التواصل مثل إيما تشامبرلين وأديسون راي. وشغل ايرل بيكنز منصب المدير التنفيذي للتصميم منذ عام (2021).

## روابط خارجية
- الموقع الرسمي